# Jernej Kuntner
Jernej Kuntner (* 28. Januar 1970 in Ljubljana) ist ein slowenischer Schauspieler und Synchronsprecher.

## Leben und Wirken
Jernej Kuntner ist der Sohn des Schauspielers Tone Kuntner (* 1943) und der Autorin Sonja Kuntner. Sein Bruder ist der Biologe Matjaž Kuntner (* 1971). Er wuchs in der slowenischen Hauptstadt Ljubljana auf, wo er bis heute lebt.
Er absolvierte nach seinem Schulabschluss eine professionelle Schauspielausbildung. Seit 1995 steht er als Schauspieler vor der Kamera und wirkte bislang in mehr als 30 Film-und-Fernsehproduktionen mit. Er ist vereinzelt auch auf der Theaterbühne tätig.
Seit den 2000er-Jahren ist Kuntner zudem umfangreich als Synchronsprecher aktiv. Er leiht dabei in slowenischer Sprache den Figuren in verschiedenen Animationsfilmen und Zeichentrickfilmen wie beispielsweise in Die Eiskönigin – Völlig unverfroren, Pets, Angry Birds 2 – Der Film, Hotel Transsilvanien, Madagascar oder Homer Simpson in Die Simpsons – Der Film seine Stimme. Er synchronisierte auch Stefán Karl Stefánsson in der Serie LazyTown.
Kuntner ist seit 1994 verheiratet und hat mit seiner Frau zwei Kinder.

## Filmografie
- 1997: Pravi biznis
- 1999: TV dober dan
- 2002: Pod eno streho
- 2004: Naša mala klinika
- 2015: Usodno vino
- 2020: Najini mostovi
- 2021: Sekirca v med
- 2021: Za hribom

## Sprechrollen (Auswahl)
- 2007: Die Simpsons – Der Film (Homer Simpson)
- 2007: Bolt – Ein Hund für alle Fälle (Bolt)
- 2007: Alvin und die Chipmunks – Der Kinofilm (Dave)
- 2008: Hotel Transsilvanien (Frank)